# Metriocnemus atractus
Metriocnemus atractus är en tvåvingeart som först beskrevs av Jean-Jacques Kieffer 1925.  Metriocnemus atractus ingår i släktet Metriocnemus och familjen fjädermyggor.
Artens utbredningsområde är Frankrike. Inga underarter finns listade i Catalogue of Life.